# Margarete Loewe
Margarete Loewe, vollständig Margarete Caroline Philippine Agnes Loewe, auch Margarethe Loewe-Bethe (* 30. Mai 1854 auf Gut Schollendorf, Landkreis Groß Wartenberg, Provinz Schlesien; † 20. August 1932 in Leipzig), war eine deutsche Historien-, Porträt- und Genremalerin sowie Grafikerin und Radiererin der Düsseldorfer Schule.

## Leben

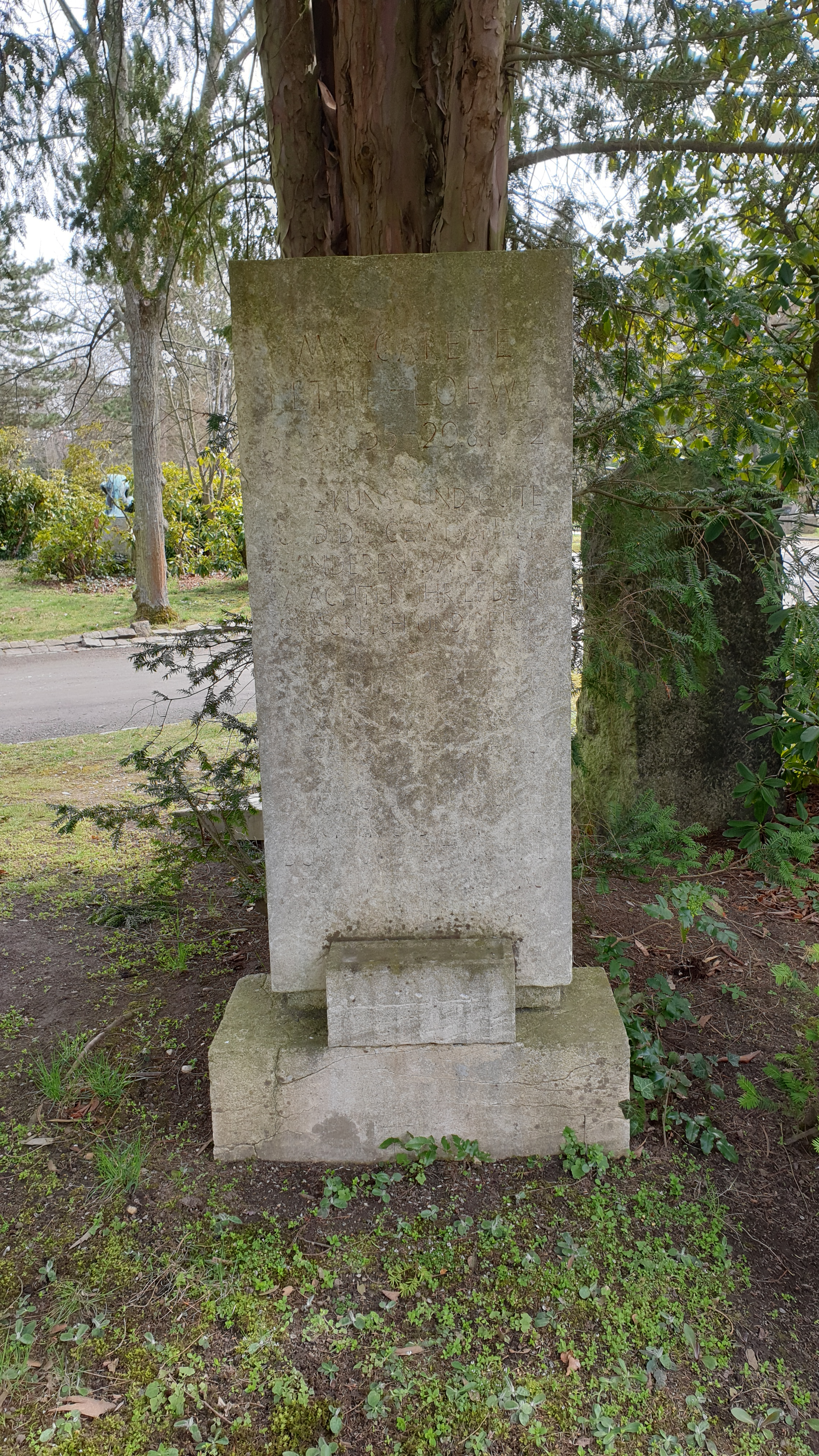
Grabstätte Margarete Loewe-Bethe

Margarete Loewe wurde im Mai 1854 als Tochter des Rittergutsbesitzers Karl Loewe (1826–1862) und seiner Frau Agnes, geborene Gericke-Luck (* 4. Mai 1833 in Stettin), auf Gut Schollendorf geboren. Etwa zwischen 1872 und 1882 studierte sie als Privatschülerin der Düsseldorfer Maler Wilhelm Sohn und Eduard von Gebhardt Malerei. Sie ließ sich in Düsseldorf als Malerin nieder und beteiligte sich in den Jahren 1878 bis 1896 an verschiedenen Ausstellungen. Neben der Malerei befasste sie sich auch mit grafischen Techniken als Radiererin und modellierte Kleinplastiken. Eine Illustration ihres Gemäldes Auf der Landpartie erschien 1885 in der Zeitschrift Die Gartenlaube. 
Als Porträtmalerin betätigte sie sich im Milieu der Universitäten, so schuf sie 1895 ein Bildnis des im Jahr zuvor verstorbenen Rostocker Universitätsprofessors Reinhold Bechstein, 1928 ein Bildnis des ehemaligen Leipziger Universitätsrektors Max Le Blanc. 
Am 2. August 1894 heiratete Loewe in Düsseldorf den Altphilologen Erich Bethe. Sie starb im August 1932 im Alter von 78 Jahren in Leipzig. Ihr Grabmal, gestaltet von den Bildhauern Fritz Drechsler und Johannes Hartmann, befindet sich auf dem Leipziger Südfriedhof (Abteilung II, Universitätsrabatten Nr. 132).

## Werke (Auswahl)

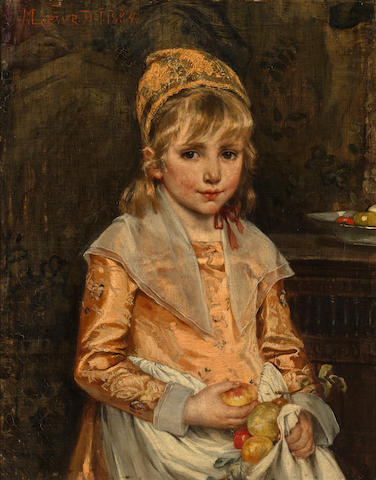
Ein Mädchen mit Äpfeln (1884)
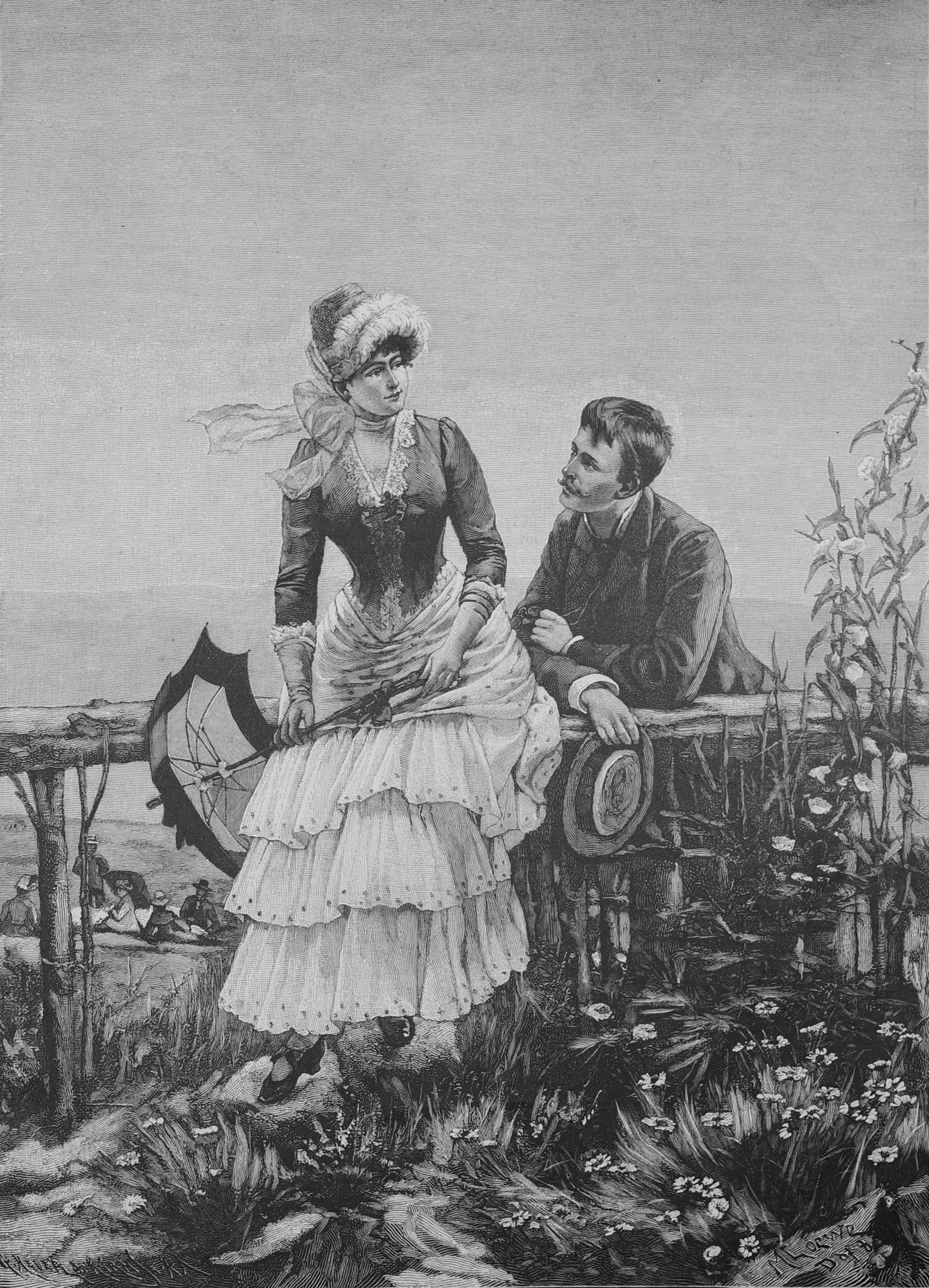
Abbildung von Loewes Ölgemälde Auf der Landpartie in der Zeitschrift Die Gartenlaube (1885)
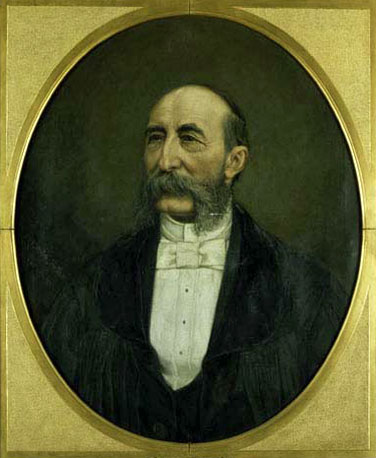
Porträt des Rostocker Professors Reinhold Bechstein (1895)